# Jean-Paul Andréani
Pour les articles homonymes, voir Andréani.
Jean-Paul Andréani, né le 22 mai 1929 au Petit-Quevilly et mort le 23 janvier 2020 à Paris 16e, est un danseur français de style classique et néoclassique. Il fut danseur étoile au Ballet de l'Opéra national de Paris du 1er janvier 1954 au 30 septembre 1968.

## Biographie
Jean-Paul Andréani entre à l’École de danse de l'Opéra national de Paris le 1er octobre 1938. À partir du 1er janvier 1945, il est engagé dans le corps de ballet où il est l’élève de Gustave Ricaux puis de Serge Peretti. Il est nommé deuxième quadrille en février 1945 puis premier quadrille en décembre 1945. Il saute ensuite deux classes (celles des coryphées et des petits sujets) pour devenir directement grand sujet en 1947. Il devient premier danseur en 1950. Il est nommé danseur étoile le 1er janvier 1954 à l’âge de 24 ans.
Il est nommé chevalier de l'Ordre des Arts et des Lettres le 16 mars 1967.
Il quitte l’Opéra le 30 septembre 1968 à l’âge de 39 ans.

## Distinctions
- Chevalier de l'ordre des Arts et des Lettres (1967).

## Participations
Il participe, le 26 octobre 1962, à la soirée donnée par le général de Gaulle, président de la République, en l'honneur de Urho Kekkonen, président de la République de Finlande. Au programme, le ballet Symphonie concertante chorégraphié par Michel Descombey. Jean-Paul Andréani interprète le premier rôle aux côtés de Claire Motte.
En 1962, Jean-Paul Andréani suit les cours de Gene Robinson, un Noir américain originaire de Détroit qui est arrivé à Paris en 1948 avec la compagnie de Katherine Dunham. Suivent aussi ces cours Claire Motte et Claude Bessy.
Jean-Paul Andréani participe en avril 1963 à la tournée de l’Opéra national de Paris au Japon avec Claude Bessy, Claire Motte, Jacqueline Rayet, Peter Van Dijk et Attilio Labis,.
Il participe, le 6 mai 1965, à la soirée donnée par le général de Gaulle en l'honneur de Charles Hélou, président de la République libanaise. Au programme, le ballet Le Palais de Cristal de George Balanchine.

## Créations
- Blanche-Neige (1951, grand ballet féerie, chorégraphie de Serge Lifar, musique de Maurice Yvain), rôle du Prince
- Hop Frog (1953, ballet-pantomime en deux tableaux d’après Edgar Poe, chorégraphie de Harald Lander, musique de Raymond Loucheur)[4]
- Grand Pas (1953, ballet, chorégraphie de Serge Lifar, musique de Johannes Brahms)[7]
- Roméo et Juliette (1955, ballet, chorégraphie de Serge Lifar, musique de Serge Prokofiev), rôle de Paris
- Symphonie (1959, ballet, chorégraphie de George Balanchine, musique de Charles Gounod sur la symphonie en ré majeur no1)[8]
- Le Lac des cygnes (1960, ballet, chorégraphie de Vladimir Bourmeister, musique de Piotr Ilitch Tchaïkovski), rôle du Prince[9]
- La Pastorale (1961, ballet, chorégraphie de Georges Skibine, musique de Couperin)[10]
- Sur un thème (1964, ballet, chorégraphie de Vladimir Bourmeister, musique de Georges Bizet)

## Interprétations
- Divertissement (1949, ballet, chorégraphie de Serge Lifar, musique de Piotr Ilitch Tchaïkovski), rôle de l'oiseau bleu
- Septuor (1950, ballet, chorégraphie de Serge Lifar, musique de Jean Lutèce)
- Les Indes galantes (1950, Opéra-ballet, chorégraphie de Harald Lander, musique de Henri Büsser, Paul Dukas et Jean-Philippe Rameau), rôle du vent Borée[11]
- Samson et Dalila (1951, opéra-ballet, chorégraphie de Albert Aveline)
- Istar (1951, ballet, chorégraphie de Serge Lifar, musique de Vincent d'Indy)
- Le Prince Igor (1951, ballet, musique de Alexander Borodine), rôle du Prince[5]
- Coppélia, ou la Fille aux yeux d'émail (1951, ballet-pantomime, chorégraphie d'Arthur Saint-Léon, musique de Léo Delibes), rôle de Frantz
- Le Chevalier et la Damoiselle (1951, ballet, chorégraphie de Serge Lifar, musique de Philippe Gaubert), rôle du chevalier bleu[12]
- Les animaux modèles (1952, ballet, chorégraphie de Serge Lifar, musique de Francis Poulenc)
- Cinéma (1953, ballet, chorégraphie de Serge Lifar, musique de Louis Aubert)
- Suite de danses (1954, ballet, chorégraphie de Albert Aveline, musique de Frédéric Chopin)
- Le Spectre de la rose (1954, ballet, chorégraphie de Michel Fokine, musique de Carl Maria von Weber), rôle du spectre[13],[14]
- L'Aiglon (1955, opéra-ballet, chorégraphie de Albert Aveline)
- Études (1955, ballet, chorégraphie de Harald Lander, musique de Carl Czerny)[5]
- Soir de fête (1955, ballet, chorégraphie de Léo Staats)
- Isoline (1959, ballet, chorégraphie de George Skibine, musique de André Messager)
- Suite en blanc - Namouna (1961, ballet, chorégraphie de Serge Lifar, musique d'Edouard Lalo)
- La Symphonie concertante (1962, ballet, chorégraphie de Michel Descombey, musique de Frank Martin)[5]
- Les Sylphides (1963, ballet, chorégraphie de Michel Fokine, musique de Frédéric Chopin)[9]
- Le Palais de cristal (1963, ballet, chorégraphie de George Balanchine, musique de Georges Bizet)
- La Péri (1964, ballet, chorégraphie de Serge Lifar, musique de Paul Dukas)